# Iberville Parish
Iberville Parish is een parish in de Amerikaanse staat Louisiana.
De parish heeft een landoppervlakte van 1.602 km² en telt 33.320 inwoners (volkstelling 2000). De hoofdplaats is Plaquemine. Ze grenst in het westen aan St. Martin Parish, in het noorden aan Pointe Coupee Parish, West Baton Rouge Parish en East Baton Rouge Parish, in het oosten aan Ascension Parish en in het zuiden aan Assumption Parish en Iberia Parish. Het is een van de 22 parishes die samen Acadiana of Cajun Country vormen.
De parish is genoemd naar de Franse ontdekkingsreiziger Pierre Lemoyne, heer van Iberville.